# 钝叶车轴草
钝叶车轴草（学名：Trifolium dubium），又名黃菽草、黃花苜蓿、小黃花椒草，为豆科车轴草属下的一种一年生草本植物。莖蔓生，具倒卵形的三出複葉，開黃色花，頭狀花序，結莢果。

## 扩展阅读
- 維基物種上的相關：钝叶车轴草